# Židé v Iráku

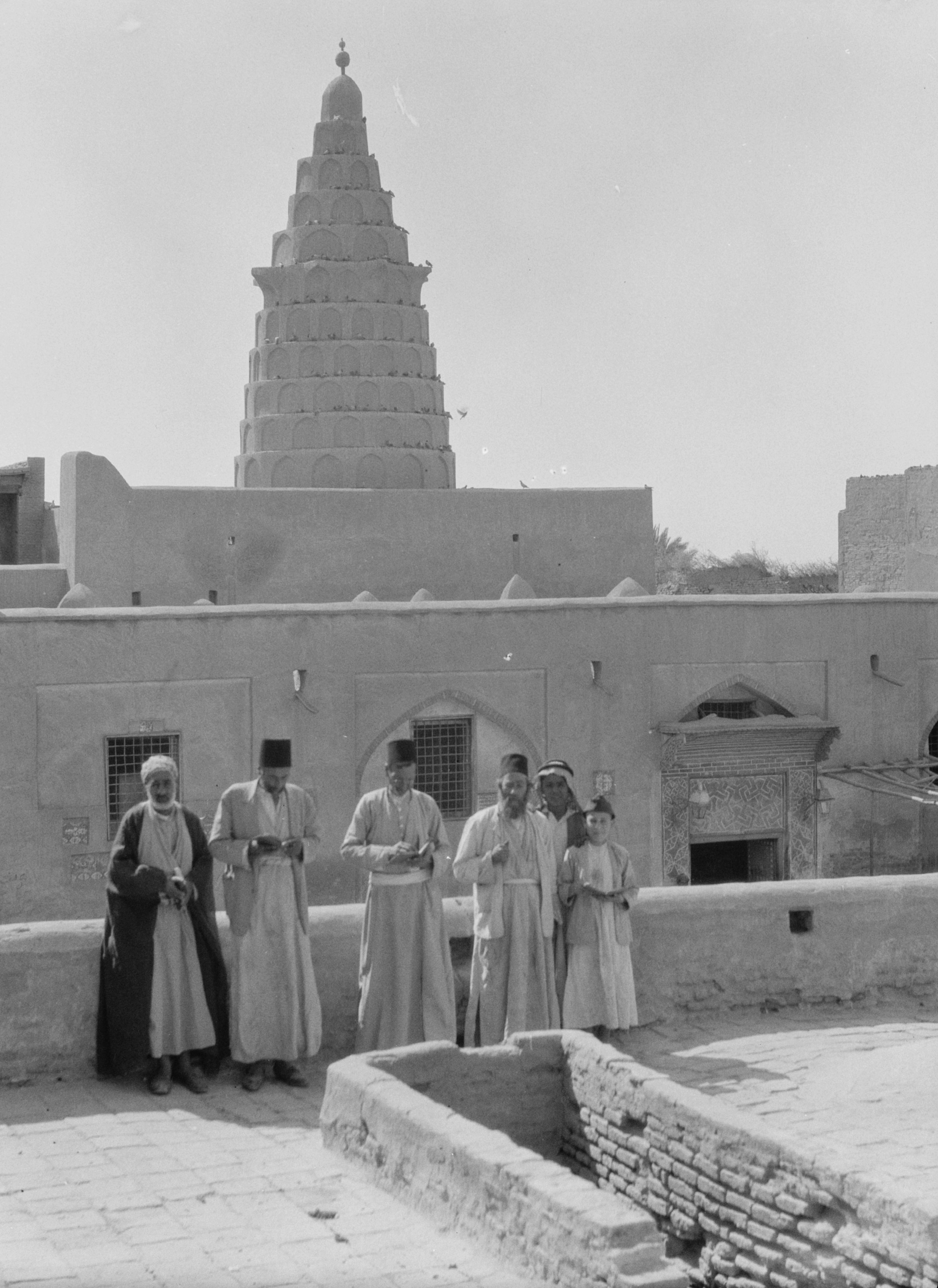
Ezechielova hrobka v Kifelu

Židovská komunita v Iráku byla v minulosti jedna z největších, nejstarších a nejváženějších východních židovských komunit. Za její původ se pokládá Babylonský exil. Zdejší židovská komunita se v období antiky a středověku považovala za jednu z nejbohatších a nejkulturnějších na světě. Největšího rozkvětu v moderních dějinách se zdejší komunita dočkala po první světové válce, kdy nastalo obrození a iráčtí Židé hráli často klíčové role v největších obchodních podnicích národa. Mnoho z nich také bylo na důležitých pozicích v policii a vládních službách.
Negativní zkušenosti přišly ve 30. letech 20. století, kdy se v Iráku zvedá vlna nacionalismu a xenofobie podporovaná německými agenty. Ta vyvrcholila 1.-2. června 1941 během povstání Rašída Alího, během níž byly podniknuty útoky na židovské obchody a domy a při níž bylo zabito na 200 Židů. Tento proněmecký režim však byl zanedlouho svržen invazí britské armády. Tyto zkušenosti vedly irácké Židy k prvním malým odchodům do Palestiny.
Nejhorší situace pro irácké židovstvo však začala po vyhlášení nezávislosti Státu Izrael a během Války o nezávislost. Židé byli bagdádskou vládou organizovaně pronásledováni, probíhaly razie a loupeže v židovských domech. Mnoho Židů bylo zatčeno, uvězněno a odsouzeno za velezradu. Židovským lékařům a lékárníkům byly odejmuto oprávnění vykonávat praxi, židovským obchodníkům pak koncese. Židé byli vyhnáni ze všech pozic ve státní správě a represe postihly i židovské studenty univerzit.
Po převratu strany Baas v roce 1968 bylo 14 osob z toho 9 židů obviněno ze špionáže pro Izrael a následně veřejně oběšeno. Popravu sledovalo 500 000 lidí.
Iráčtí Židé se ve světle těchto událostí rozhodli odejít ze země. Problémem byl způsob odchodu, nakonec bagdádská vláda svolila s leteckým transferem (Operace Ezdráš a Nehemjáš), který se však nesměl být přímý, a tak byli iráčtí Židé letecky přepraveni převážně na Kypr, částečně pak do Íránu. V prosince 1951 z těchto přesunů dorazilo do Izraele 113 000 Židů z Kypru, zbylých 8 000 pak dorazilo z Íránu.
Po počáteční emigraci poklesla židovská populace v Bagdádu ze 100 000 na 5 000. V roce 1968 pak již žilo v Bagdádu pouhé 2 000 Židů. V současné době žije celá židovská populace, čítající 100 Židů, v Bagdádu.